# Damien Farquet
Damien Farquet  (* 1971) ist ein Schweizer Skibergsteiger und Skilangläufer. Hauptberuflich arbeitet er als Grenzwächter und wohnt in Le Châble.

## Erfolge (Auswahl)
- 1998: 1. Platz bei der Patrouille des Glaciers (mit Emanuel Buchs und Rico Elmer)
- 2000: 1. Platz bei der Patrouille des Glaciers (mit Emanuel Buchs und Rico Elmer)
- 2001: 4. Platz bei der Trofeo Mezzalama (mit Emanuel Buchs und Rico Elmer)
- 2003:
  - 1. Platz Europameisterschaft Skibergsteigen Team (mit Farquet)
  - 1. Platz bei der Trofeo Mezzalama (mit Rolf Zurbrügg und Rico Elmer)
  - 5. Platz Europameisterschaft Skibergsteigen Kombinationswertung
  - 10. Platz Europameisterschaft Skibergsteigen Single
- 2004:
  - 3. Platz Patrouille des Glaciers (mit Rolf Zurbrügg und Rico Elmer)
  - 3. Platz bei der Transcavallo (mit Rico Elmer)